# Hinton St. Mary
Hinton St. Mary is een civil parish in het bestuurlijke gebied North Dorset, in het Engelse graafschap Dorset. In 2001 telde het dorp 221 inwoners.